# NGC 7765
NGC 7765 este o galaxie situată în constelația Pegas. A fost descoperită în 12 octombrie 1855 de către William Parsons, 3rd Earl of Rosse⁠(d). Se află la o distanță de 90,78 de megaparseci de Pământ.